# Pterodroma longirostris
Pterodroma longirostris là một loài chim trong họ Procellariidae.